# Гато Корвино (Рагуза)
Гато Корвино је насеље у Италији у округу Рагуза, региону Сицилија.
Према процени из 2011. у насељу је живело 262 становника. Насеље се налази на надморској висини од 183 м.